# Nylands infanteriregemente

Uniform 1783

Nylands infanteriregemente var ett infanteriförband inom svenska armén som verkade i olika former åren 1633–1809. Förbandet var indelt och rekryterade i huvudsak sitt manskap från Nyland, Finland.

## Historik
Regementet sattes upp 1633 som Västra Nylands infanteriregemente. I 1634 års regeringsform fastställdes den svenska regementetsindelningen, där det angavs att armén skulle bestå av 28 regementen till häst och fot, med fördelningen av åtta till häst och 20 till fot. De indelta och roterande regementena namngavs efter län eller landskap, medan de värvade regementena uppkallades efter sin chef. Regeringsformen angav Nylands regemente som det artonde i ordningen. Dock blev det ett nummer som aldrig användes, annat än för att ange regementets plats, enligt den då gällande rangordning.
År 1644 var regementet stationerad i Riga under ett år som följdes av ett års garnisonstjänst på Gotland. Följande år, 1646, förflyttades regementet till Tyskland. Hösten 1648 är regementet under Jöran (Georg) Knorring placerat i Prag. 1649, efter fredslutet och nu ledd av överste Herman von Cappelen, dras regementet tillbaka till Obersachsen. Regementet avmönstras samma år och manskapet blev skjutsad hem till Finland. 
År 1696 sammanslogs regementet med Östra Nylands regemente och bildade Nylands infanteriregemente. År 1710 kom hela regementet att sättas upp på nytt på grund av att regementets två bataljoner hamnat i krigsfångenskap efter slaget vid Poltava 1709 och belägringen av Riga 1710. År 1735 underställdes Kymmenegårds läns infanteriregemente, som då bestod av endast en bataljonen, Nylands infanteriregemente. År 1791 bildade regementet tillsammans med Nylands lätta dragonkår samt Nylands jägarbataljon den så kallade Nylandsbrigaden. Regementet deltog i Finska kriget, där det senare kom att upplösas genom Hans Henrik Gripenbergs kapitulation till Ryssland i Kalix den 23 mars 1809.

## Ingående enheter
1. Livkompaniet
2. Överstelöjtnantens kompani
3. Majorens kompani
4. Borgå kompani
5. Helsinge kompani
6. Lojo kompani
7. Ingå kompani
8. Karis kompani

## Heraldik och traditioner
Sedan 1952 förs regementets traditioner vidare genom den svenskspråkiga finländska brigaden Nylands brigad i Dragsvik i Finland.

## Förbandschefer
Åren 1794–1809 titulerades chefen sekundchef och var underställd brigadchefen för Nylandsbrigad.
| Västra Nylands infanteriregemente - 1626–1633: Christoffer Assersson - 1633–1644: Antony Jürgenreich - 1644–1649: Frans Knorring - 1649–1655: Herman von Kappel - 1655–1664: Hans von Fersen - 1664–1686: Filip Sass - 1687–1696: Gotthard Wilhelm von Budberg | Östra Nylands infanteriregemente - 1626–1635: Ernst Creutz - 1635–1638: Johan Berg - 1638–1647: Lydert Henriksson Reuter - 1647–1662: Frans Knorring - 1662–1662: Anders Zöge von Manteuffel |

| Nylands infanteriregemente - 1696–1710: Gotthard Wilhelm von Budberg - 1711–1736: Carl Gustaf Armfelt - 1737–1741: Herman Reinhold Taube - 1741–1743: Erik Fröberg - 1743–1758: Henrik Johan Aminoff - 1758–1760: Gustaf Adolf Hjärne - 1762–1769: Jacob Fredrik Horn af Rantzien - 1769–1773: Fredrik Posse - 1773–1775: Jonas Cronstedt - 1775–1780: Henrik af Trolle - 1780–1787: Carl Gustaf Armfelt - 1788–1794: Gustaf Mauritz Armfelt - 1794–1805: Johan Bergenstråhle - 1805–1809: Georg Carl von Döbeln |

## Namn, beteckning och förläggningsort
| Västra Nylands infanteriregemente | 1633-??-?? | – | 1696-??-?? |
| Nylands infanteriregemente        | 1696-??-?? | – | 1809-03-23 |

| Lohjo Malm    | ????-??-?? | – | ????-??-?? |
| Helsinge Malm | ????-??-?? | – | ????-??-?? |